# Copiapoa
Copiapoa é um gênero botânico da família cactaceae, nativo da costa desértica e seca do norte do Chile. Compreende em torno de 26 espécies, que variam em sua forma (esférica ou ligeiramente colunada) e na cor do corpo (marrom ou azul-esverdeado).

## Taxonomia
O gênero foi descrito por Britton & Rose e publicado em The Cactaceae; descriptions and illustrations of plants of the cactus family 3: 85. 1922. A espécie-tipo é Echinocactus marginatus Salm-Dyck. = Copiapoa marginata Britton & Rose.

## Sinonímia
Pilocopiapoa F.Ritter

## Espécies

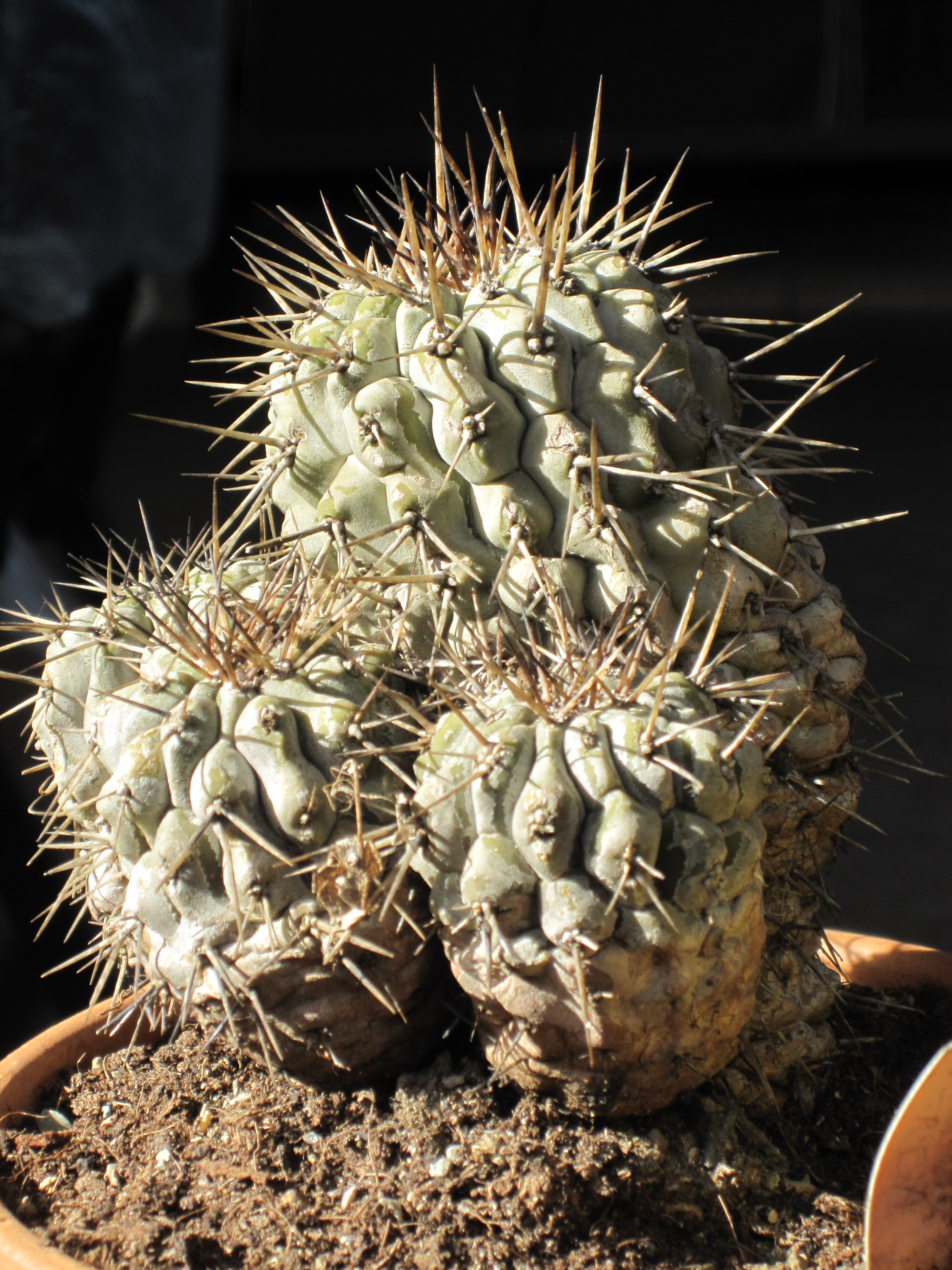
Copiapoa cinerea

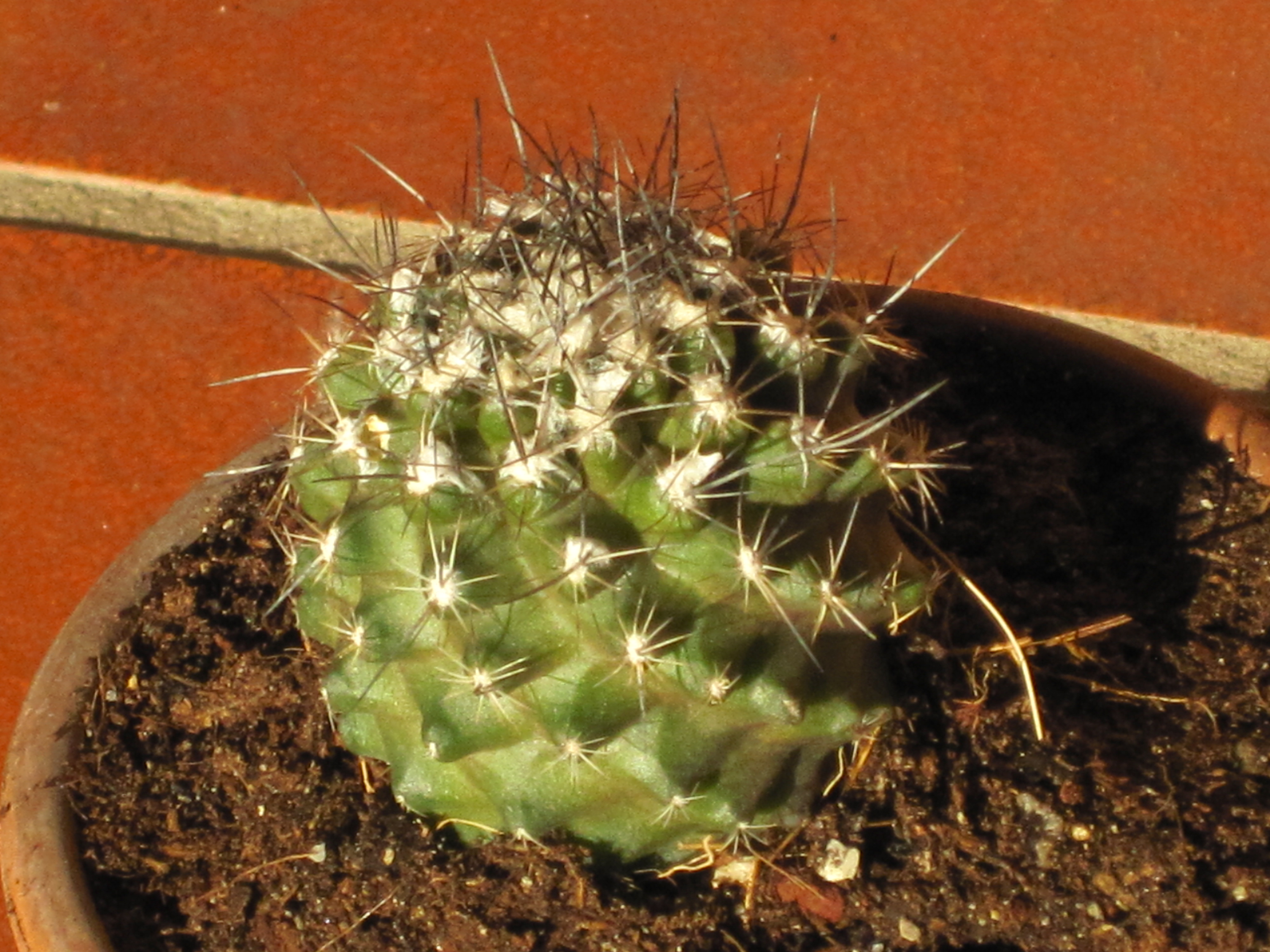
Copiapoa humilis sub. tenuissima

- Copiapoa ahremephiana Taylor & Charles
- Copiapoa atacamensis
- Copiapoa calderana F.Ritter
- Copiapoa cinerascens Britton & Rose
- Copiapoa cinerea Britton & Rose
- Copiapoa coquimbana Britton & Rose
- Copiapoa dealbata F.Ritter
- Copiapoa decorticans Taylor & Charles
- Copiapoa desertorum F.Ritter
- Copiapoa echinoides Britton & Rose
- Copiapoa esmeraldana F.Ritter
- Copiapoa fiedleriana Backeberg
- Copiapoa grandiflora F.Ritter
- Copiapoa haseltoniana
- Copiapoa humilis Hutchison
- Copiapoa hypogaea F.Ritter
- Copiapoa krainziana F.Ritter
- Copiapoa longistaminea F.Ritter
- Copiapoa marginata Britton & Rose
- Copiapoa megarhiza Britton & Rose
- Copiapoa mollicula
- Copiapoa montana F.Ritter
- Copiapoa paposoensis
- Copiapoa serpentisulcata F.Ritter
- Copiapoa solaris F.Ritter
- Copiapoa taltalensis